# Kompanietrupp
Der Kompanietrupp,  bei Artillerie und Flugabwehrtruppe: Batterietrupp, ist in der Bundeswehr eine Teileinheit der Kompanieführungsgruppe oder Führungs- und Versorgungsgruppe der Kompanie. Er wird vom Kompanietruppführer (neu: Stabsdienstbearbeiter SK (StDstBearb SK)) geführt und umfasst neben diesem häufig nur einen einzigen weiteren Soldaten als Fahrer des Einheitsführers (Kompaniechef). Im Einsatz kann nach V-StAN ein Kompanieoffizier hinzutreten.
Der Kompanietruppführer ist der Bearbeiter von Aufgaben im Führungsgrundgebiet 3 und Gehilfe des Kompaniechefs in taktischen Fragen und der Ausbildung, weshalb diesen Dienstposten erfahrene Unteroffiziere mit Portepee besetzen. Der Kompanietruppführer arbeitet der vorgesetzten S3-Abteilung nach Weisung des Kompaniechefs zu. Zu den hauptsächlichen Aufgaben des Führungsgrundgebiets (FGG) 3 gehören Ausbildung und taktische Einsatzplanung, im Frieden auch Ausbildungsplanung, Dienstplanerstellung, Lehrgangsplanung, Übungs- und Schießplatzanforderungen sowie die dazu erforderlichen Vorbereitungen. Der Kompanietrupp bildet den Kompaniegefechtsstand. Der Kompanietruppführer begleitet den Kompaniechef nach Weisung, um für ihn eingehende Befehle aufzunehmen, eingehende Meldungen in die Lagekarte zu übertragen oder den Kompaniechef bei der Lagebeurteilung oder Befehlsgebung zu unterstützen.
Der Dienstposten des Kompanietruppführers wurde erst zu Zeiten der Reichswehr geschaffen, nachdem die Erfahrungen des Ersten Weltkriegs gezeigt hatten, dass der Kompaniechef im 24-Stunden-Gefecht einen zuverlässigen Gehilfen benötigt und die erklärte Absicht der Schaffung eines zwar kleinen aber elitären Heeres professionelle Ausbildungsplanung erforderlich machte.